# 硬脂酸锌
硬脂酸锌，分子式Zn(C17H35COO)2。它是一种金属皂。

## 性质
白色有好闻气味的微细吸湿性粉末。不溶于水、乙醇、乙醚，溶于酸、苯、甲苯和二甲苯。与强酸反应生成硬脂酸与相应的锌盐。加热溶解在有机溶剂中然后冷却，得到胶状物。低毒。

## 制备
由熔化硬脂酸与30％氢氧化钠形成的钠皂与硫酸锌溶液反应，用水洗涤、干燥、粉碎而得。
{\displaystyle \ 2C_{17}H_{35}COONa+ZnSO_{4}\rightarrow (C_{17}H_{35}COO)_{2}Zn+Na_{2}SO_{4}}

## 用途
用作聚氯乙烯稳定剂，化妆品聚苯乙烯树脂脱模剂，油漆平光剂，纺织品打光剂以及胶料软化剂和隔离剂等。
亦可用於粉末冶金中的潤滑劑。